# Grand Prix moto d'Italie
Pour les articles homonymes, voir Grand Prix des Nations.
Navigation
Le Grand Prix moto d'Italie de vitesse moto est une des épreuves du Championnat du monde de vitesse moto.
De 1949 à 1990, la course était connue sous le nom du Grand Prix des Nations. C'est l'une des épreuves originales du calendrier des Grands Prix. La course s'est déroulée exclusivement à Monza durant les 23 premières années d'existence. Après avoir connu de 1972 à 1993 de nombreuses rotations avec plusieurs circuits, le Grand Prix se déroule sur le circuit du Mugello depuis 1994.
L'édition 2020, initialement prévue du 29 au 31 mai, reporté dans un premier temps puis définitivement annulé dans un second temps, pour toutes les catégories, en raison de la pandémie de coronavirus.

## Palmarès

### Comptant pour le championnat du monde

#### Palmarès du Grand Prix moto d'Italie
| Année | Circuit | Moto3                                                   | Moto2                                                   | MotoGP                                                  | Rapport                                                 |
| ----- | ------- | ------------------------------------------------------- | ------------------------------------------------------- | ------------------------------------------------------- | ------------------------------------------------------- |
| 2024  | Mugello | David Alonso                                            | Joe Roberts                                             | Francesco Bagnaia                                       | Rapport                                                 |
| 2023  | Mugello | Daniel Holgado                                          | Pedro Acosta                                            | Francesco Bagnaia                                       | Rapport                                                 |
| 2022  | Mugello | Sergio García                                           | Pedro Acosta                                            | Francesco Bagnaia                                       | Rapport                                                 |
| 2021  | Mugello | Dennis Foggia                                           | Remy Gardner                                            | Fabio Quartararo                                        | Rapport                                                 |
| 2020  | Mugello | Édition annulée en raison de la pandémie de coronavirus | Édition annulée en raison de la pandémie de coronavirus | Édition annulée en raison de la pandémie de coronavirus | Édition annulée en raison de la pandémie de coronavirus |
| 2019  | Mugello | Tony Arbolino                                           | Álex Márquez                                            | Danilo Petrucci                                         | Rapport                                                 |
| 2018  | Mugello | Jorge Martin                                            | Miguel Oliveira                                         | Jorge Lorenzo                                           | Rapport                                                 |
| 2017  | Mugello | Andrea Migno                                            | Mattia Pasini                                           | Andrea Dovizioso                                        | Rapport                                                 |
| 2016  | Mugello | Brad Binder                                             | Johann Zarco                                            | Jorge Lorenzo                                           | Rapport                                                 |
| 2015  | Mugello | Miguel Oliveira                                         | Esteve Rabat                                            | Jorge Lorenzo                                           | Rapport                                                 |
| 2014  | Mugello | Romano Fenati                                           | Esteve Rabat                                            | Marc Márquez                                            | Rapport                                                 |
| 2013  | Mugello | Luis Salom                                              | Scott Redding                                           | Jorge Lorenzo                                           | Rapport                                                 |
| 2012  | Mugello | Maverick Viñales                                        | Andrea Iannone                                          | Jorge Lorenzo                                           | Rapport                                                 |
| Année | Circuit | 125 cm3                                                 | Moto2                                                   | MotoGP                                                  | Rapport                                                 |
| 2011  | Mugello | Nicolás Terol                                           | Marc Márquez                                            | Jorge Lorenzo                                           | Rapport                                                 |
| 2010  | Mugello | Marc Márquez                                            | Andrea Iannone                                          | Dani Pedrosa                                            | Rapport                                                 |
| Année | Circuit | 125 cm3                                                 | 250 cm3                                                 | MotoGP                                                  | Rapport                                                 |
| 2009  | Mugello | Bradley Smith                                           | Mattia Pasini                                           | Casey Stoner                                            | Rapport                                                 |
| 2008  | Mugello | Simone Corsi                                            | Marco Simoncelli                                        | Valentino Rossi                                         | Rapport                                                 |
| 2007  | Mugello | Hector Faubel                                           | Alvaro Bautista                                         | Valentino Rossi                                         | Rapport                                                 |
| 2006  | Mugello | Mattia Pasini                                           | Jorge Lorenzo                                           | Valentino Rossi                                         | Rapport                                                 |
| 2005  | Mugello | Gabor Talmacsi                                          | Daniel Pedrosa                                          | Valentino Rossi                                         | Rapport                                                 |
| 2004  | Mugello | Roberto Locatelli                                       | Sebastian Porto                                         | Valentino Rossi                                         | Rapport                                                 |
| 2003  | Mugello | Lucio Cecchinello                                       | Manuel Poggiali                                         | Valentino Rossi                                         | Rapport                                                 |
| 2002  | Mugello | Manuel Poggiali                                         | Marco Melandri                                          | Valentino Rossi                                         | Rapport                                                 |
| Année | Circuit | 125 cm3                                                 | 250 cm3                                                 | 500 cm3                                                 | Rapport                                                 |
| 2001  | Mugello | Noboru Ueda                                             | Tetsuya Harada                                          | Alex Barros                                             | Rapport                                                 |
| 2000  | Mugello | Roberto Locatelli                                       | Shinya Nakano                                           | Loris Capirossi                                         | Rapport                                                 |
| 1999  | Mugello | Roberto Locatelli                                       | Valentino Rossi                                         | Àlex Crivillé                                           | Rapport                                                 |
| 1998  | Mugello | Tomomi Manako                                           | Marcellino Lucchi                                       | Michael Doohan                                          | Rapport                                                 |
| 1997  | Mugello | Valentino Rossi                                         | Max Biaggi                                              | Michael Doohan                                          | Rapport                                                 |
| 1996  | Mugello | Peter Öttl                                              | Max Biaggi                                              | Michael Doohan                                          | Rapport                                                 |
| 1995  | Mugello | Haruchika Aoki                                          | Max Biaggi                                              | Michael Doohan                                          | Rapport                                                 |
| 1994  | Mugello | Noboru Ueda                                             | Ralf Waldmann                                           | Michael Doohan                                          | Rapport                                                 |
| 1993  | Misano  | Dirk Raudies                                            | Jean-Philippe Ruggia                                    | Luca Cadalora                                           | Rapport                                                 |
| 1992  | Mugello | Ezio Gianola                                            | Luca Cadalora                                           | Kevin Schwantz                                          | Rapport                                                 |
| 1991  | Misano  | Fausto Gresini                                          | Luca Cadalora                                           | Michael Doohan                                          | Rapport                                                 |

#### Palmarès du Grand Prix moto des Nations
| Année | Circuit | 125 cm3        | 250 cm3       | 500 cm3              | Rapport |
| ----- | ------- | -------------- | ------------- | -------------------- | ------- |
| 1990  | Misano  | Jorge Martínez | John Kocinski | Wayne Rainey         | Rapport |
| 1989  | Misano  | Ezio Gianola   | Sito Pons     | Pier-Francesco Chili | Rapport |

| Année | Circuit | 80 cm3             | 125 cm3            | 250 cm3          | 500 cm3         | Rapport |
| ----- | ------- | ------------------ | ------------------ | ---------------- | --------------- | ------- |
| 1988  | Imola   | Jorge Martínez     | Jorge Martínez     | Dominique Sarron | Eddie Lawson    | Rapport |
| 1987  | Monza   | Jorge Martínez     | Fausto Gresini     | Anton Mang       | Wayne Gardner   | Rapport |
| 1986  | Monza   | Stefan Dörflinger  | Fausto Gresini     | Anton Mang       | Eddie Lawson    | Rapport |
| 1985  | Mugello | Jorge Martínez     | Pier Paolo Bianchi | Freddie Spencer  | Freddie Spencer | Rapport |
| 1984  | Misano  | Pier Paolo Bianchi | Ángel Nieto        | Fausto Ricci     | Freddie Spencer | Rapport |
| Année | Circuit | 50 cm3             | 125 cm3            | 250 cm3          | 500 cm3         | Rapport |
| 1983  | Monza   | Stefan Dörflinger  | Ángel Nieto        | Carlos Lavado    | Freddie Spencer | Rapport |

| Année | Circuit | 50 cm3               | 125 cm3            | 250 cm3           | 350 cm3            | 500 cm3          | Rapport |
| ----- | ------- | -------------------- | ------------------ | ----------------- | ------------------ | ---------------- | ------- |
| 1982  | Monza   | Eugenio Lazzarini    | Ángel Nieto        | Anton Mang        | Didier de Radiguès | Franco Uncini    | Rapport |
| 1981  | Monza   | Ricardo Tormo        | Guy Bertin         | Eric Saul         | Jon Ekerold        | Kenny Roberts    | Rapport |
| 1980  | Misano  | Eugenio Lazzarini    | Pier Paolo Bianchi | Anton Mang        | Johnny Cecotto     | Kenny Roberts    | Rapport |
| 1979  | Imola   | Eugenio Lazzarini    | Ángel Nieto        | Kork Ballington   | Gregg Hansford     | Kenny Roberts    | Rapport |
| 1978  | Mugello | Ricardo Tormo        | Eugenio Lazzarini  | Kork Ballington   | Kork Ballington    | Kenny Roberts    | Rapport |
| 1977  | Imola   | Eugenio Lazzarini    | Pier Paolo Bianchi | Franco Uncini     | Alan North         | Barry Sheene     | Rapport |
| 1976  | Mugello | Ángel Nieto          | Pier Paolo Bianchi | Walter Villa      | Johnny Cecotto     | Barry Sheene     | Rapport |
| 1975  | Imola   | Ángel Nieto          | Paolo Pileri       | Walter Villa      | Johnny Cecotto     | Giacomo Agostini | Rapport |
| 1974  | Imola   | Henk van Kessel      | Ángel Nieto        | Walter Villa      | Giacomo Agostini   | Franco Bonera    | Rapport |
| 1973  | Monza   | Jan de Vries         | Kent Andersson     |                   | Giacomo Agostini   |                  | Rapport |
| 1972  | Imola   | Jan de Vries         | Ángel Nieto        | Renzo Pasolini    | Giacomo Agostini   | Giacomo Agostini | Rapport |
| 1971  | Monza   | Jan de Vries         | Gilberto Parlotti  | Gyula Marsovsky   | Jarno Saarinen     | Alberto Pagani   | Rapport |
| 1970  | Monza   | Jan de Vries         | Ángel Nieto        | Rod Gould         | Giacomo Agostini   | Giacomo Agostini | Rapport |
| 1969  | Imola   | Paul Lodewijkx       | Dave Simmonds      | Phil Read         | Phil Read          | Alberto Pagani   | Rapport |
| 1968  | Monza   |                      | Bill Ivy           | Phil Read         | Giacomo Agostini   | Giacomo Agostini | Rapport |
| 1967  | Monza   |                      | Bill Ivy           | Phil Read         | Ralph Bryans       | Giacomo Agostini | Rapport |
| 1966  | Monza   | Hans-Georg Anscheidt | Luigi Taveri       | Mike Hailwood     | Giacomo Agostini   | Giacomo Agostini | Rapport |
| 1965  | Monza   |                      | Hugh Anderson      | Tarquinio Provini | Giacomo Agostini   | Mike Hailwood    | Rapport |
| 1964  | Monza   |                      | Luigi Taveri       | Phil Read         | Jim Redman         | Mike Hailwood    | Rapport |
| 1963  | Monza   |                      | Luigi Taveri       | Tarquinio Provini | Jim Redman         | Mike Hailwood    | Rapport |
| 1962  | Monza   | Hans-Georg Anscheidt | Teisuke Tanaka     | Jim Redman        | Jim Redman         | Mike Hailwood    | Rapport |

| Année | Circuit | 125 cm3         | 250 cm3           | 350 cm3           | 500 cm3         | Rapport |
| ----- | ------- | --------------- | ----------------- | ----------------- | --------------- | ------- |
| 1961  | Monza   | Ernst Degner    | Jim Redman        | Gary Hocking      | Mike Hailwood   | Rapport |
| 1960  | Monza   | Carlo Ubbiali   | Carlo Ubbiali     | Gary Hocking      | John Surtees    | Rapport |
| 1959  | Monza   | Ernst Degner    | Carlo Ubbiali     | John Surtees      | John Surtees    | Rapport |
| 1958  | Monza   | Bruno Spaggiari | Emilio Mendogni   | John Surtees      | John Surtees    | Rapport |
| 1957  | Monza   | Carlo Ubbiali   | Tarquinio Provini | Bob McIntyre      | Libero Liberati | Rapport |
| 1956  | Monza   | Carlo Ubbiali   | Carlo Ubbiali     | Libero Liberati   | Geoff Duke      | Rapport |
| 1955  | Monza   | Carlo Ubbiali   | Carlo Ubbiali     | Dickie Dale       | Umberto Masetti | Rapport |
| 1954  | Monza   | Guido Sala      | Arthur Wheeler    | Fergus Anderson   | Geoff Duke      | Rapport |
| 1953  | Monza   | Werner Haas     | Enrico Lorenzetti | Enrico Lorenzetti | Geoff Duke      | Rapport |
| 1952  | Monza   | Emilio Mendogni | Enrico Lorenzetti | Ray Amm           | Leslie Graham   | Rapport |
| 1951  | Monza   | Carlo Ubbiali   | Enrico Lorenzetti | Geoff Duke        | Alfredo Milani  | Rapport |
| 1950  | Monza   | Gianni Leoni    | Dario Ambrosini   | Geoff Duke        | Geoff Duke      | Rapport |
| 1949  | Monza   | Gianni Leoni    | Dario Ambrosini   |                   | Nello Pagani    | Rapport |

### Hors championnat du monde

#### Palmarès du Grand Prix moto des Nations
Case en fond jaune = Epreuve comptant pour le championnat d'Europe de vitesse moto
| Année | Circuit | Catégorie | Pilote                     |  |
| ----- | ------- | --------- | -------------------------- |  |
| 1948  | Faenza  | 125 cm3   | Franco Bertoni (MV Agusta) |  |
| 1948  | Faenza  | 250 cm3   | Bruno Ruffo (Moto Guzzi)   |  |
| 1948  | Faenza  | 500 cm3   | Massimo Masserini (Gilera) |  |
|       |         |           |                            |  |
| 1947  | Milan   | 250 cm3   | Nino Martelli (Moto Guzzi) |  |
| 1947  | Milan   | 500 cm3   | Arciso Artesiani (Gilera)  |  |

| Année | Circuit                                                          | Catégorie                                                        | Pilote                                                           |                                                                  |
| ----- | ---------------------------------------------------------------- | ---------------------------------------------------------------- | ---------------------------------------------------------------- | ---------------------------------------------------------------- |
| 1939  | Annulée en raison de l'éclatement de la Seconde Guerre mondiale. | Annulée en raison de l'éclatement de la Seconde Guerre mondiale. | Annulée en raison de l'éclatement de la Seconde Guerre mondiale. | Annulée en raison de l'éclatement de la Seconde Guerre mondiale. |
|       |                                                                  |                                                                  |                                                                  |                                                                  |
| 1938  | Monza                                                            | 250 cm3                                                          | Emilio Soprani (Benelli)                                         |                                                                  |
| 1938  | Monza                                                            | 350 cm3                                                          | Ted Mellors (Velocette)                                          |                                                                  |
| 1938  | Monza                                                            | 500 cm3                                                          | Georg Meier (BMW)                                                |                                                                  |
|       |                                                                  |                                                                  |                                                                  |                                                                  |
| 1937  | Monza                                                            | 250 cm3                                                          | Nello Pagani (Moto Guzzi)                                        |                                                                  |
| 1937  | Monza                                                            | 350 cm3                                                          | Ted Mellors (Velocette)                                          |                                                                  |
| 1937  | Monza                                                            | 500 cm3                                                          | Giordano Aldrighetti (Gilera)                                    |                                                                  |
|       |                                                                  |                                                                  |                                                                  |                                                                  |
| 1937  | Monza                                                            | 250 cm3                                                          | Nello Pagani (Moto Guzzi)                                        |                                                                  |
| 1937  | Monza                                                            | 350 cm3                                                          | Ted Mellors (Velocette)                                          |                                                                  |
| 1937  | Monza                                                            | 500 cm3                                                          | Giordano Aldrighetti (Gilera)                                    |                                                                  |
|       |                                                                  |                                                                  |                                                                  |                                                                  |
| 1936  | Monza                                                            | 250 cm3                                                          | Giordano Aldrighetti (Moto Guzzi)                                |                                                                  |
| 1936  | Monza                                                            | 350 cm3                                                          | Ragnar Sunnqvist (Husqvarna)                                     |                                                                  |
| 1936  | Monza                                                            | 500 cm3                                                          | Omobono Tenni (Moto Guzzi)                                       |                                                                  |
|       |                                                                  |                                                                  |                                                                  |                                                                  |
| 1935  | Annulée                                                          | Annulée                                                          | Annulée                                                          | Annulée                                                          |
|       |                                                                  |                                                                  |                                                                  |                                                                  |
| 1934  | Rome                                                             | 175 cm3                                                          | Amilcare Rossetti (Benelli)                                      |                                                                  |
| 1934  | Rome                                                             | 250 cm3                                                          | Riccardo Brusi (Moto Guzzi)                                      |                                                                  |
| 1934  | Rome                                                             | 350 cm3                                                          | Aldo Pigorini (Rudge)                                            |                                                                  |
| 1934  | Rome                                                             | 500 cm3                                                          | Omobono Tenni (Moto Guzzi)                                       |                                                                  |
|       |                                                                  |                                                                  |                                                                  |                                                                  |
| 1933  | Rome                                                             | 175 cm3                                                          | Francesco Lama (MM)                                              |                                                                  |
| 1933  | Rome                                                             | 250 cm3                                                          | Riccardo Brusi (Moto Guzzi)                                      |                                                                  |
| 1933  | Rome                                                             | 350 cm3                                                          | Aldo Pigorini (Rudge)                                            |                                                                  |
| 1933  | Rome                                                             | 500 cm3                                                          | Carlo Fumagalli (Miller-Python)                                  |                                                                  |
|       |                                                                  |                                                                  |                                                                  |                                                                  |
| 1932  | Rome                                                             | 175 cm3                                                          | Carlo Baschieri (Benelli)                                        |                                                                  |
| 1932  | Rome                                                             | 250 cm3                                                          | Riccardo Brusi (Moto Guzzi)                                      |                                                                  |
| 1932  | Rome                                                             | 350 cm3                                                          | Louis Jeannin (Jonghi)                                           |                                                                  |
| 1932  | Rome                                                             | 500 cm3                                                          | Piero Taruffi (Norton)                                           |                                                                  |
|       |                                                                  |                                                                  |                                                                  |                                                                  |
| 1931  | Monza                                                            | 175 cm3                                                          | Tonino Benelli (Benelli)                                         |                                                                  |
| 1931  | Monza                                                            | 250 cm3                                                          | Riccardo Brusi (Moto Guzzi)                                      |                                                                  |
| 1931  | Monza                                                            | 350 cm3                                                          | Guido Landi (Velocette)                                          |                                                                  |
| 1931  | Monza                                                            | 500 cm3                                                          | Freddie Hicks (A.J.S.)                                           |                                                                  |
|       |                                                                  |                                                                  |                                                                  |                                                                  |
| 1930  | Monza                                                            | 175 cm3                                                          | Tonino Benelli (Benelli)                                         |                                                                  |
| 1930  | Monza                                                            | 250 cm3                                                          | Egidio Truzzi (Moto Guzzi)                                       |                                                                  |
| 1930  | Monza                                                            | 350 cm3                                                          | Mario Barsanti (Motosacoche)                                     |                                                                  |
| 1930  | Monza                                                            | 500 cm3                                                          | Tom Bullus (NSU)                                                 |                                                                  |
|       |                                                                  |                                                                  |                                                                  |                                                                  |
| 1929  | Monza                                                            | 125 cm3                                                          | Guido Landi (MM)                                                 |                                                                  |
| 1929  | Monza                                                            | 175 cm3                                                          | Carlo Baschieri (Benelli)                                        |                                                                  |
| 1929  | Monza                                                            | 250 cm3                                                          | Egidio Truzzi (Moto Guzzi)                                       |                                                                  |
| 1929  | Monza                                                            | 350 cm3                                                          | Amilcare Moretti (Bianchi)                                       |                                                                  |
| 1929  | Monza                                                            | 500 cm3                                                          | Achille Varzi (Sunbeam)                                          |                                                                  |
|       |                                                                  |                                                                  |                                                                  |                                                                  |
| 1928  | Monza                                                            | 125 cm3                                                          | Arduino Del Monte (MM)                                           |                                                                  |
| 1928  | Monza                                                            | 175 cm3                                                          | Arthur Geiss (DKW)                                               |                                                                  |
| 1928  | Monza                                                            | 250 cm3                                                          | Mario Ghersi (Moto Guzzi)                                        |                                                                  |
| 1928  | Monza                                                            | 350 cm3                                                          | Tazio Nuvolari (Bianchi)                                         |                                                                  |
| 1928  | Monza                                                            | 500 cm3                                                          | François Franconi (Sunbeam)                                      |                                                                  |
|       |                                                                  |                                                                  |                                                                  |                                                                  |
| 1927  | Monza                                                            | 125 cm3                                                          | Alfonso Morini (MM)                                              |                                                                  |
| 1927  | Monza                                                            | 175 cm3                                                          | Tonino Benelli (Benelli)                                         |                                                                  |
| 1927  | Monza                                                            | 250 cm3                                                          | Ugo Prini (Moto Guzzi)                                           |                                                                  |
| 1927  | Monza                                                            | 350 cm3                                                          | Tazio Nuvolari (Bianchi)                                         |                                                                  |
| 1927  | Monza                                                            | 500 cm3                                                          | Luigi Arcangeli (Sunbeam)                                        |                                                                  |
|       |                                                                  |                                                                  |                                                                  |                                                                  |
| 1926  | Monza                                                            | 175 cm3                                                          | Gino Zanchetta (Miller-Balsamo)                                  |                                                                  |
| 1926  | Monza                                                            | 250 cm3                                                          | Ugo Prini (Moto Guzzi)                                           |                                                                  |
| 1926  | Monza                                                            | 350 cm3                                                          | Tazio Nuvolari (Bianchi)                                         |                                                                  |
| 1926  | Monza                                                            | 500 cm3                                                          | Achille Varzi (Sunbeam)                                          |                                                                  |
|       |                                                                  |                                                                  |                                                                  |                                                                  |
| 1925  | Monza                                                            | 175 cm3                                                          | Mario Vaga (Maffeis-Blackburne)                                  |                                                                  |
| 1925  | Monza                                                            | 250 cm3                                                          | Jock Porter (New Gerrard)                                        |                                                                  |
| 1925  | Monza                                                            | 350 cm3                                                          | Tazio Nuvolari (Bianchi)                                         |                                                                  |
| 1925  | Monza                                                            | 500 cm3                                                          | Mario Revelli (GR-J.A.P.)                                        |                                                                  |
|       |                                                                  |                                                                  |                                                                  |                                                                  |
| 1924  | Monza                                                            | 250 cm3                                                          | Maurice van Geert (Rush-Blackburne)                              |                                                                  |
| 1924  | Monza                                                            | 350 cm3                                                          | Jimmie Simpson (A.J.S.)                                          |                                                                  |
| 1924  | Monza                                                            | 500 cm3                                                          | Guido Mentasti (Moto Guzzi)                                      |                                                                  |
|       |                                                                  |                                                                  |                                                                  |                                                                  |
| 1923  | Monza                                                            | 350 cm3                                                          | Ernesto Gnesa (A.J.S.)                                           |                                                                  |
| 1923  | Monza                                                            | 500 cm3                                                          | René Gillard (Peugeot)                                           |                                                                  |
|       |                                                                  |                                                                  |                                                                  |                                                                  |
| 1922  | Monza                                                            | 500 cm3                                                          | Ernesto Gnesa (Garelli)                                          |                                                                  |
| 1922  | Monza                                                            | 1 000 cm3                                                        | Amedeo Ruggeri} (Harley-Davidson)                                |                                                                  |